# 八代市ケーブルテレビ
八代市ケーブルテレビ（やつしろし-）は、熊本県八代市が運営する公営ケーブルテレビ局である。

そもそもは、平成の大合併以前の坂本村、東陽村、泉村の3村が其々運営していたものを引き継いだため、各旧地域ごとにサービスが継続されている。

## 放送センター
- 八代ケーブルテレビ坂本センター…熊本県八代市坂本町田上2006
- 八代ケーブルテレビ泉センター…熊本県八代市泉町柿迫3131
- 八代ケーブルテレビ東陽センター…熊本県八代市東陽町南1058-1

## サービスエリア
- 坂本町、東陽町、泉町

## 主な放送チャンネル

### テレビ局
| アナログ | デジタル | 放送局                            |
| -------- | -------- | --------------------------------- |
| 9        | D011     | NHK熊本総合                       |
| 2        | D021     | NHK熊本Eテレ                      |
| 11       | D031     | 熊本放送                          |
| 10       | D041     | 熊本県民テレビ                    |
| 3        | D051     | 熊本朝日放送                      |
| 12       | D081     | テレビ熊本                        |
| 1        |          | 時代劇専門チャンネル              |
| 4        |          | 自主放送                          |
| 5        |          | 自主放送                          |
| 6        |          | 日本映画専門チャンネル            |
| 8        |          | ムービープラス                    |
| 14       |          | スカイ・A sports+                 |
| 15       |          | スペースシャワーTV                |
| 16       |          | AXN                               |
| 17       |          | アニマルプラネット                |
| 18       |          | ファミリー劇場                    |
| 20       |          | アニマックス                      |
| 22       |          | 大人の趣味と生活向上◆アクトオンTV |
| 23       |          | ディスカバリーチャンネル          |
| 24       |          | ショップチャンネル                |
| 25       |          | ビクトリーチャンネル              |
| 28       |          | 放送大学テレビ                    |

## 民間会社との関係
- 旧八代市内（平成の大合併以前）をサービスエリアとする民間ケーブルテレビ「テレビやつしろ株式会社」が設立され、2010年12月に開局した。その後2016年から、同社は八代市ケーブルテレビの指定管理者を務めている。